# Marco Carnesecchi
Marno Carnesecchi (Rimini, 1 juli 2000) is een Italiaans voetballer die als doelman speelt. Hij stroomde in 2019 door vanuit de jeugd van Atalanta Bergamo.

## Clubcarrière

### Atalanta Bergamo
Carnesecchi speelde tot 2017 in de jeugdopleiding van AC Cesena en verruilde die vervolgens voor die van Atalanta Bergamo. Op 14 januari 2019 zat hij voor het eerst bij de selectie voor de Coppa Italia-wedstrijd tegen Cagliari, maar hij maakte niet zijn debuut. Het seizoen erop werd hij verhuurd aan Trapani, dat uitkwam in de Serie B. Hij maakte op 11 augustus in de bekerwedstrijd tegen Piacenza en werd daarna in de competitie ook eerste doelman. Hij speelde 34 wedstrijden en keerde vervolgens terug bij Atalanta. 
Nadat hij een halfjaar reservedoelman was zonder zijn debuut te maken, werd hij in de winter van 2021 opnieuw verhuurd, ditmaal aan US Cremonese. In zijn tweede seizoen daar werd hij tweede van de Serie B, waardoor hij met de club promoveerde naar de Serie A. Ook in die competitie was hij vervolgens ook eerste doelman, hoewel hij niet kon voorkomen dat Cremonese direct weer degradeerde. Na tweeënhalf jaar bij Cremonese werd hij vervolgens halverwege het seizoen eerste doelman van Atalanta Bergamo, ten faveure van Juan Musso. Hij speelde ook één wedstrijd in de UEFA Europa League, die Atalanta dat seizoen won.

## Clubstatistieken
| Seizoen | Club             | Competitie | Competitie | Competitie | Beker | Beker | Overig | Overig | Totaal | Totaal |
| Seizoen | Club             | Competitie | Wed.       | Dlp.       | Wed.  | Dlp.  | Dlp.   | Dlp.   | Wed.   | Dlp.   |
| ------- | ---------------- | ---------- | ---------- | ---------- | ----- | ----- | ------ | ------ | ------ | ------ |
| 2018/19 | Atalanta Bergamo | Serie A    | 0          | 0          | 0     | 0     | –      | –      | 0      | 0      |
| 2019/20 | → Trapani        | Serie B    | 33         | 0          | 1     | 0     | –      | –      | 34     | 0      |
| 2020/21 | Atalanta Bergamo | Serie A    | 0          | 0          | 0     | 0     | –      | –      | 0      | 0      |
| 2020/21 | → Cremonese      | Serie B    | 20         | 0          | 0     | 0     | –      | –      | 20     | 0      |
| 2021/22 | → Cremonese      | Serie B    | 36         | 0          | 1     | 0     | –      | –      | 37     | 0      |
| 2022/23 | → Cremonese      | Serie A    | 27         | 0          | 1     | 0     | –      | –      | 28     | 0      |
| 2023/24 | Atalanta Bergamo | Serie A    | 27         | 0          | 4     | 0     | 1      | 0      | 32     | 0      |
| 2024/25 | Atalanta Bergamo | Serie A    | 0          | 0          | 0     | 0     | 0      | 0      | 0      | 0      |
| Totaal  | Totaal           | Totaal     | 143        | 0          | 7     | 0     | 1      | 0      | 151    | 0      |

## Interlandcarrière
Carnesecchi speelde interlands voor de jeugdelftallen van Italië onder 17, 18, 19, 20 en 21. Hij werd in maart 2023 voor het eerst opgeroepen voor de EK-kwalificatiewedstrijd tegen Malta, maar maakte nog niet zijn debuut. 

## Erelijst
| Competitie         | Aantal           | Jaren            |
| Atalanta Bergamo   | Atalanta Bergamo | Atalanta Bergamo |
| ------------------ | ---------------- | ---------------- |
| UEFA Europa League | 1x               | 2023/24          |